# 鴨川自動車教習所
鴨川自動車教習所（かもがわじどうしゃきょうしゅうじょ）は、一般財団法人鴨川交通安全協会が運営する千葉県鴨川市にある千葉県公安委員会指定の自動車教習所。

## 教習車種
- 中型自動車
- 普通自動車 (MT,AT)
- 大型自動二輪車 (MT)
- 普通自動二輪車 (MT,AT)
- 小型限定自動二輪車 (MT,AT)
- 限定解除・ペーパードライバー

## アクセス
- 周辺各地域に向けて無料送迎バス有り。

## キッズ・ドライビング・パーク
土日祝日に、最高時速8kmのカートを利用して、3歳以上の子どもを対象にした「キッズ・ドライビング・パーク」と呼ばれる子ども向け教習を行っている。